# Kawasaki (авиакосмическое подразделение)
Kawasaki Heavy Industries Aerospace Company (яп. 川崎重工業航空宇宙カンパニー кавасаки дзю:ко:гё: ко:ку:утю: кампании) — авиакосмическое подразделение Кавасаки дзюкоге КК, получившее независимость в 1937 году и выпускающее в настоящее время самолёты, космические системы, реактивные двигатели, авиасимуляторы, ракетное оружие и электронику.

## История
Авиационный отдел концерна Кавасаки был создан в 1918 году, но в 1937 году производство самолётов, а в 1939 году и производство моторов, были выделены из состава концерна, получив собственное наименование. В течение Второй мировой войны Кавасаки была третьей фирмой в Японии по объему выпуска самолётов и четвёртой по авиамоторам.

## Производство
Основное производство компании было сосредоточено на двух основных заводах:
- Авиационный в Акаси под Кобе — выпускал самолёты и авиадвигатели;

Помимо этого, компания располагала небольшими сборочными линиями самолётов в Итиномия под Нагоя и в Мияконоэ в районе Осака-Кобе.
- Двигателестроительный в Кагамигахара — выпускал только двигатели.

Небольшие авиадвигательные заводы в Цутами и Такацуки в промышленной зоне Осака-Кобе.
Ведущиим конструкторами компании являлись: Такэо Дои, Син Овада, Идзаму Имаси, Сиро Ота.
Основные разработки компании перед и во время второй мировой войны являлись:
- истребители:

Ki-10
Ki-45
Ki-61
Ki-100
- бомбардировщики:

Ki-32
Ki-48
- транспортные самолёты:

Ki-56